# Muzeum Policji w Poznaniu
Muzeum Policji – muzeum historyczne, zlokalizowane w Poznaniu, przy ul. Taborowej 22, na terenie jednostki pomocniczej Osiedle Grunwald Południe, w rejonie Grunwaldu.

## Charakterystyka
Muzeum powstało w 2011, jako pierwsze w Polsce (i dotąd jedyne) muzeum policji. Głównym inicjatorem założenia placówki był podinsp. Zbigniew Rogala z Poznania – kolekcjoner pamiątek policyjnych i milicyjnych. Zbiór ten stał się zaczątkiem kolekcji muzealnej.
Zbiory podzielone są tematycznie, według okresów historycznych:
- Policja Państwowa (1919–1939),
- Milicja Obywatelska (1944–1990),
- Policja (od 1990),
- służba drogowa wszystkich okresów.

W ramach ekspozycji oglądać można mundury, wyposażenie policjantów, pojazdy służbowe, radary, urządzenia techniki śledczej, odznaki, dokumenty, broń, akcesoria kibiców sportowych i inne.